# Bicaci, Bihor
Bicaci este un sat în comuna Gepiu din județul Bihor, Crișana, România.